# Liste der Auslandsreisen von Bundeskanzler Ludwig Erhard
Der deutsche Bundeskanzler Ludwig Erhard führte in seiner Amtszeit, vom 16. Oktober 1963 bis zum 1. Dezember 1966, folgende offizielle Auslandsreisen durch:

## Liste der Auslandsbesuche

### 1963
| Datum            | Ort                                               | Bemerkung/Quelle                                 | Bild |
| ---------------- | ------------------------------------------------- | ------------------------------------------------ | ---- |
| 21.–22. November | Paris ( Frankreich)                               | Treffen mit Präsident Charles de Gaulle          |      |
| 25. November     | Washington ( Vereinigte Staaten)                  | Teilnahme an der Trauerfeier von John F. Kennedy |      |
| 28.–29. Dezember | Lyndon Baines Johnson Ranch ( Vereinigte Staaten) | Treffen mit Präsident Lyndon B. Johnson          |      |

### 1964
| Datum           | Ort                                                                   | Bemerkung/Quelle                                                                                  | Bild |
| --------------- | --------------------------------------------------------------------- | ------------------------------------------------------------------------------------------------- | ---- |
| 15.–16. Januar  | London ( Vereinigtes Königreich)                                      | Treffen mit Premierminister Alec Douglas-Home                                                     |      |
| 27.–28. Januar  | Rom ( Italien)                                                        | Treffen mit Ministerpräsident Aldo Moro                                                           |      |
| 29. Januar      | Vatikanstadt                                                          | Audienz bei Papst Paul VI.                                                                        |      |
| 14.–15. Februar | Paris ( Frankreich)                                                   | Treffen mit Präsident Charles de Gaulle                                                           |      |
| 2.–3. März      | Schloss Oud Wassenaar und Den Haag ( Niederlande)                     | Treffen mit Ministerpräsident Victor Marijnen                                                     |      |
| 23.–24. April   | Brüssel ( Belgien)                                                    | [ 9 ]                                                                                             |      |
| 4. Mai          | Luxemburg ( Luxemburg)                                                | Treffen mit Staats- und Premierminister Pierre Werner                                             |      |
| 9.–11. Juni     | Ottawa ( Kanada)                                                      | Treffen mit Premierminister Lester B. Pearson                                                     |      |
| 11.–13. Juni    | Boston, New York City, Washington und Arlington ( Vereinigte Staaten) | Erhalt der Ehrendoktorwürde der Harvard University, Kranzniederlegung am Grab von John F. Kennedy |      |
| 8.–9. Juli      | Aarhus und Kopenhagen ( Dänemark)                                     | [ 13 ]                                                                                            |      |

### 1965
| Datum          | Ort                                 | Bemerkung/Quelle                                  |
| -------------- | ----------------------------------- | ------------------------------------------------- |
| 19.–21. Januar | Rambouillet ( Frankreich)           | [ 14 ]                                            |
| 3. Juni        | New York City ( Vereinigte Staaten) | Rede vor der Deutsch-Amerikanischen Handelskammer |

### 1966
| Datum                     | Ort                              | Bemerkung/Quelle |
| ------------------------- | -------------------------------- | ---------------- |
| 8. Februar                | Paris ( Frankreich)              | [ 16 ]           |
| 28. August – 1. September | Oslo ( Norwegen)                 | [ 17 ]           |
| 1.–4. September           | Schweden                         | [ 18 ]           |
| 26.–27. September         | Washington ( Vereinigte Staaten) | [ 19 ]           |